# Perrecy-les-Forges
Perrecy-les-Forges é uma comuna francesa na região administrativa de Borgonha-Franco-Condado, no departamento Saône-et-Loire. Estende-se por uma área de 33,72 km². Em 2010 a comuna tinha 1 623 habitantes (densidade: 48,1 hab./km²).